# Alessandro Torlonia

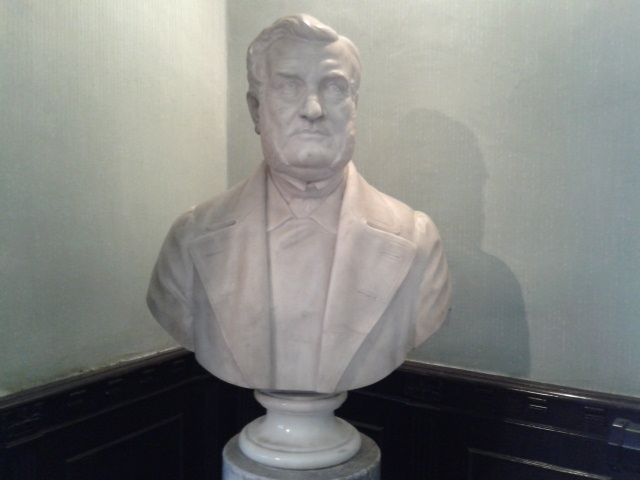
Büste des Alessandro Torlonia im Palazzo Torlonia in Avezzano

 Alessandro Raffaele Torlonia (* 1. Januar 1800 in Rom; † 7. Februar 1886 in Rom) war ein italienischer Adeliger (zweiter Fürst von Civitella-Cesi, erster Herzog von Ceri, Marchese von Roma-Vecchia, erster Fürst des Fucino), Bankier, Unternehmer und Kunstsammler.

## Familie
Alessandro entstammt der Familie Torlonia, die im 18. und 19. Jahrhundert u. a. die vatikanischen Finanzen verwaltete und zu großem Vermögen gekommen war. Er war das vierte Kind und der dritte Sohn des 1794 von dem Fürsten von Fürstenberg geadelten Bankiers Don Giovanni Raimondo Torlonia aus dessen Ehe mit der aus Deutschland (Donaueschingen) gebürtigen Sattlerstochter Anna Maria Schultheiss. Verheiratet war Alessandro mit Donna Teresa Colonna-Doria (1823–1875), mit der er zwei Töchter hatte, Anna Maria (* 8. März 1855; † 1901) und Giovanna Carolina (1856–1875). Anna Maria Torlonia heiratete am 24. Oktober 1872 Don Giulio Borghese, Fürst von Fucino, Herzog von Ceri, der durch Heirat zweiter Fürst von Fucino geworden ist und 1873 den Namen Torlonia annahm. Nach seinem Tod fielen seine Titel (und Wappen) an Augusto Torlonia, den Enkel seines älteren Bruders Giulio Torlonia.
Zu Ehren von Alessandro Torlonias junger Gattin entstand anlässlich der Hochzeit ein von dem Cavaliere Pietro Ercole Visconti prächtig ausgestatteter Privatdruck mit Dichtungen von Teresas Vorfahrin Vittoria Colonna, einer berühmten und mit Michelangelo befreundeten Schriftstellerin. In Viscontis Widmungsgedicht vergleicht er Alessandro mit dem in Colonnas Werk vorkommenden verstorbenen Ehemann Fernando Francesco d’Avalos di Pescara, dessen Tod sie in Sonetten beklagte.

## Leben
1831 wurde Papst Gregor XVI. gewählt. Bald gab es Gerüchte, dass Rom die Familie Rothschild um einen Kredit bitten würde. Alessandro Torlonia als Vertreter des Heiligen Stuhls führte direkte Verhandlungen mit James de Rothschild und handelte eine Vereinbarung aus, die am 30. November 1831 unterzeichnet wurde. So trat 1832 die Vereinbarung der Rothschilds in Kraft, dem Heiligen Stuhl ein Darlehen in Höhe von 400.000 Pfund (entspricht 4,7 Millionen Pfund im Jahr 2023) zu gewähren.
Don Alessandro Torlonia war der Erbe eines großen Vermögens. Nach dem Tod des Vaters setzte er den Ausbau der Villa Torlonia in Rom fort und ließ Teile des Gartens nach dem Muster eines englischen Landschaftsgartens umgestalten. Auch erweiterte er den Kunstbesitz der Torlonia, erbaute 1859 das Museo Torlonia und erwarb 1866 die Villa Albani.

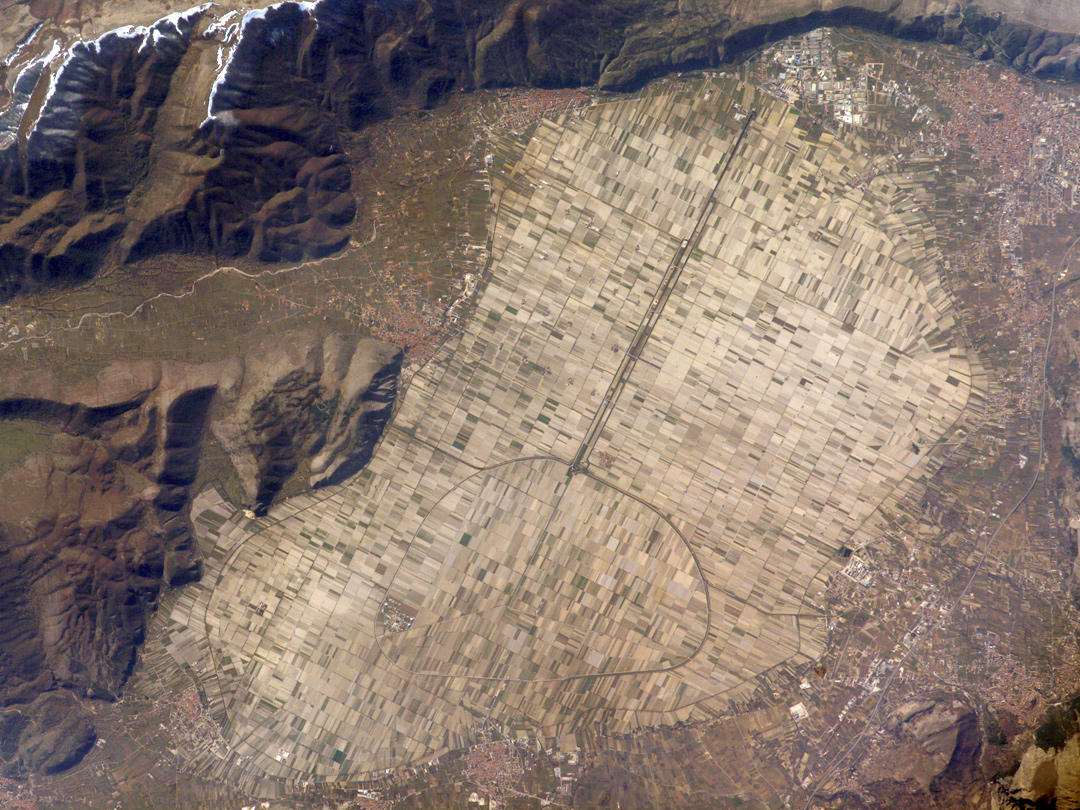
Der Lago Fucino nach der Trockenlegung

Zu seinem Erbe gehörte der Lago Fucino in der Provinz L’Aquila, der durch wechselnde Wasserstände immer wieder Überflutungen der umliegenden Dörfer verursachte und eine Brutstätte der Malaria war. Torlonia beauftragte den Schweizer Ingenieur Franz Mayor de Montricher mit der Trockenlegung des Sees und übernahm die vollständige Finanzierung des Projekts. Der Schweizer begann 1862 mit dem Bau eines 6,3 km langen Kanals, der 1878 vollendet war. In den ersten Phasen der Trockenlegung wurden einige antike römische Skulpturen, Reliefs und andere Relikte gefunden, die die Sammlung der Torlonia bereicherten. Für die Trockenlegung und Rekultivierung des Sees wurde Torlonio von Vittorio Emmanuele II. mit dem erblichen Titel eines Fürsten von Fucino und einer goldenen Medaille ausgezeichnet.